# NUAK1
NUAK1 – gen kodujący białko kinazy białkowej, zależnej od kinazy AMPK. Gen NUAK1 (NUAK family, SNF1-like kinase, 1) znany był także jako ARK5 i KIAA0537, znajduje się w locus 12q23.3.